# Jüdischer Friedhof (Gemünden, Westerwaldkreis)

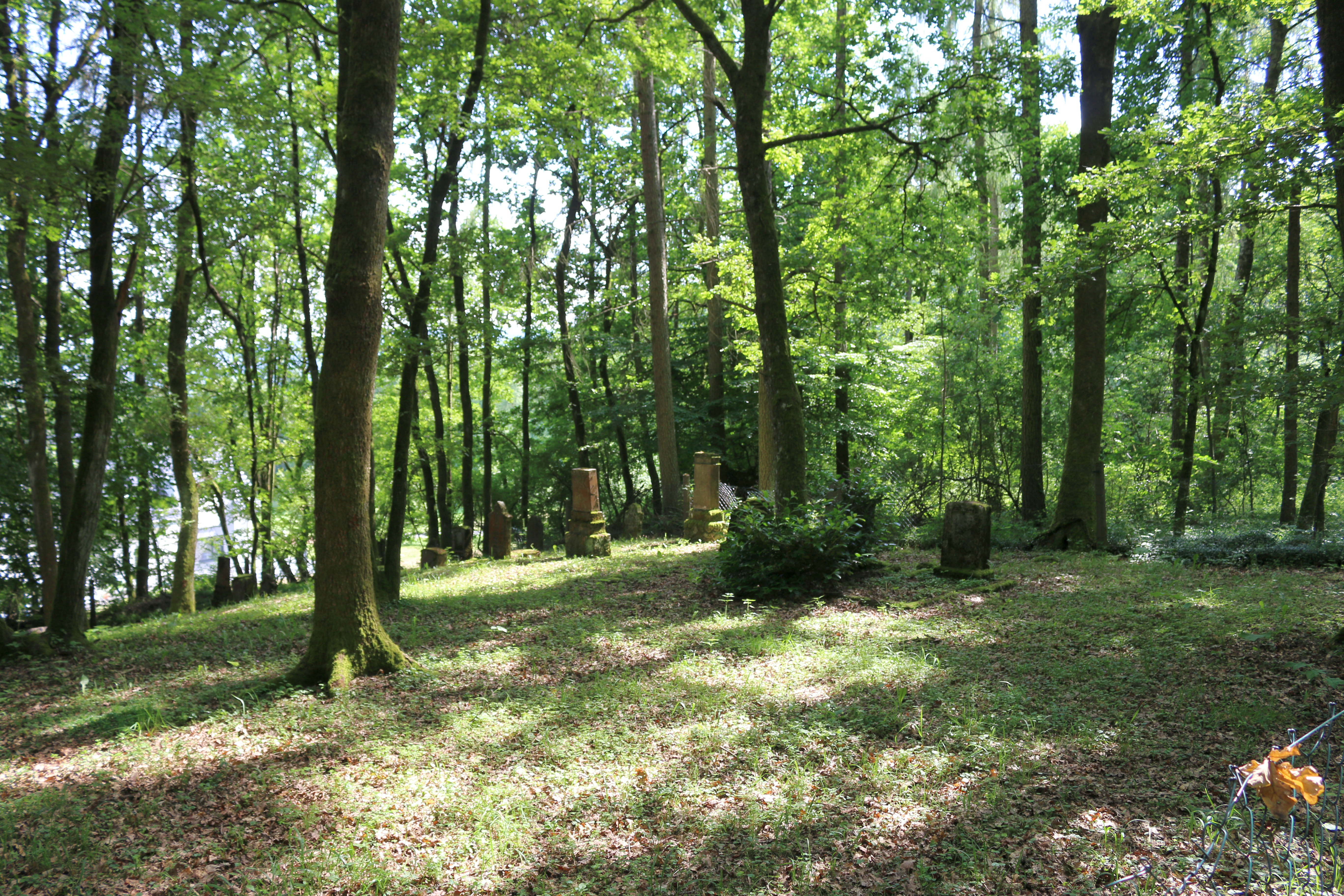
Jüdischer Friedhof Gemünden (2015)

Der Jüdische Friedhof Gemünden ist ein Friedhof in der Ortsgemeinde Gemünden im Westerwaldkreis in Rheinland-Pfalz. 
Der jüdische Friedhof liegt am nördlichen Ortsrand im Waldgebiet am Kahlenberg nahe der Straße nach Winnen (= K 52). Er steht seit 1991 unter Denkmalschutz.
Auf dem 1215 m² großen umzäunten Friedhof, der Ende des 19. Jahrhunderts angelegt und von 1891 bis 1912 und dann wieder im Jahr 1923 belegt wurde, befinden sich 19 Grabsteine. Im Jahr 1932 wurde der Friedhof geschändet: Von den 19 dort befindlichen Grabmälern wurden 12 umgeworfen, drei Inschriftenplatten wurden zerstört.